# Йохан Фридрих (Золмс-Барут)
Йохан Фридрих фон Золмс-Барут-Вилденфелс (на немски: Johann Friedrich zu Solms-Baruth und Wildenfels; * 1 март 1625, Зоневалде; † 10 декември 1696, Лаубах) е граф на Золмс-Барут-Вилденфелс.

## Произход
Той е син на граф Йохан Георг II фон Золмс-Барут (1591 – 1632) и съпругата му графиня Анна Мария фон Ербах-Фюрстенау (1603 – 1663), дъщеря на граф Фридрих Магнус фон Ербах и графиня Йохана Хенриета фон Йотинген-Йотинген. Брат е на Йохан Август (1623 – 1680), граф на Золмс-Рьоделхайм-Асенхайм, Фридрих Зигизмунд I (1627 – 1696), граф на Золмс-Барут, и Йохан Георг III (1630 – 1690), граф на Золмс-Барут.

## Фамилия
Йохан Фридрих се жени на 20 януари 1667 г. в Алтенбург за графиня Бенигна фон Промниц (* 24 март 1648, Зорау, † 9 ноември 1702, Лаубах), дъщеря на граф Зигмунд Зайфрид фон Промниц (1595 – 1654) и втората му съпруга Катарина Елизабет фон Шьонбург-Лихтенщайн (1625 – 1656). Те имат децата:
- Йохан Зигмунд (1668 – 1678)
- Фридрих Ернст (1671 – 1723), граф на Золмс-Лаубах, женен в Гедерн на 8 декември 1709 г. за графиня Фридерика Шарлота фон Щолберг-Гедерн (1686 – 1739), дъщеря на граф Лудвиг Христиан фон Щолберг-Гедерн (1652 – 1710) и втората му съпруга принцеса Христина фон Мекленбург-Гюстров (1663 – 1749)
- Карл Ото (1673 – 1743), граф на Золмс-Лаубах-Утфе и Текленбург, женен във Вилденфелс на 10 ноември 1703 г. за графиня за графиня Луиза Албертина фон Шьонбург-Хартенщайн (* 9 март 1686; † 7 декември 1740), дъщеря на граф Ото Лудвиг фон Шьонбург-Хартенщайн (1643 – 1701) и графиня София Магдалена фон Лайнинген-Вестербург (1651 – 1726)
- Ото Хайнрих Вилхелм (1675 – 1741), граф на Золмс-Вилденфелс, женен I. в Кьонигсберг на 12 март 1703 г. за графиня Хелена Доротея Трушсес фон Валдбург (1680 – 1712), дъщеря на граф Волфганг Христоф фон Валдбург (1643 – 1688), II: в Шлобитен на 16 април 1713 г. за бургграфиния и графиня София Албертина фон Дона (1674 – 1746), дъщеря на Фридрих IV фон Дона-Шлобитен, бургграф на Берна (1621 – 1688)
- Магдалена Вилхелмина (1668 – 1719), омъжена на 30 юли 1705 г. за Йохан Самуел Плоенис
- Ердмута Бенигна (1670 – 1732), омъжена в Лаубах на 29 ноември 1694 г. за граф Хайнрих X Ройс фон Еберсдорф (1662 – 1711)
- Луиза Бибиана (1672 – 1694)